# ジェレミー・ステーシー
ジェレミー・ステーシー（Jeremy Stacey、1963年9月27日 - ）は、英国のドラマー、キーボーディスト。主にキング・クリムゾンのメンバーとして知られる。

## 経歴
彼の関わった活動初期の作品には、1990年代のバンド、レモン・トゥリーズ（The Lemon Trees・ギターに彼の双子の兄弟であるポール・ステーシー、元ワールド・パーティーのガイ・チェンバースらを擁した）や、デンジル（Denzil）といったバンドが含まれていた。彼はまた、シェリル・クロウ、フィン・ブラザーズ、ニック・ハーパー、ノエル・ギャラガー、ザ・ウォーターボーイズ、トーマス・アンダース、エコー&ザ・バニーメン、ユーリズミックス、ジョー・コッカー、ブラック・クロウズのクリス・ロビンソン、アダムF、アンドレア・ボチェッリ、パトリシア・カース、スザンナ・ホフス、マイク・スコット、ロビー・ウィリアムズ、アズテック・カメラ、シャルロット・ゲンズブール、ネリーナ・パロット、クレア・マーティン（1999年のアルバム『Take My Heart』のドラム）、マーク・ウィングフィールド、イアイン・バラミー、クリス・スクワイア（アルバム『Chris Squire's Swiss Choir』）、ザ・シン（2005年のアルバム『Syndestructible』ポール・ステーシーと共に）、シーア（アルバム『Colour the Small One』）、ローレンス・コトル、ジェイソン・リベイロ、Zero 7、マルコム・マクラーレン、ボリス・グレベンシコフ、スティーヴ・ハケットといった面々と演奏した。
2011年にはライアン・アダムスとアルバム『アッシズ&ファイア』を録音し、2014年にはライアン・アダムスと再び録音を行った。
彼はノエル・ギャラガーズ・ハイ・フライング・バーズの一角を担った。
スクアケット(Squackett)のアルバムで演奏した（クリス・スクワイア、スティーヴ・ハケットと一緒に）。
2016年3月7日、彼は2016年のキング・クリムゾン・ヨーロッパ・ツアーにおける中央のドラマーとして、ビル・リーフリンに替わって参加することとなったとアナウンスされた。リーフリンがバンドに戻った後も、彼が保持していたポジションをとることになった。
彼はまたスティーヴン・ウィルソンのアルバム『トゥ・ザ・ボーン』で演奏した。